# 中島又五郎
中島 又五郎（なかじま またごろう、1851年（嘉永4年12月）- 没年不詳）は、明治期の弁護士、政治家。衆議院議員（1期）、東京市会議長、東京弁護士会長。

## 経歴
越前国南条郡武生（福井県南条郡武生町、武生市を経て現越前市）で、福井藩越前府中領主本多家家臣・中島無二の二男として生まれる。1871年（明治4年）関義臣に随行して上京し、法律を修めた。
1877年（明治10年）3月、代言人試験に合格し、1878年（明治11年）8月、京橋区で法律事務所を開設した。1882年（明治15年）自由党に入党し、1883年（明治16年）福島事件で検挙された平島松尾の弁護人を務めた。また、東京代言人組合副会長、東京弁護士会長にも在任した。
1894年（明治27年）9月、第4回衆議院議員総選挙（東京府第3区、自由党）で当選し、衆議院議員に1期在任した。東京市会議長時代の1902年（明治35年）3月27日、大審院において収賄事件で重禁錮2月、罰金5円の実刑判決を受けて議員を失職、これにより正五位返上を命じられる。
その他、京橋区会議員、同議長、東京市会議員、 内務省北海道局長、憲政党幹事嘱託、東京市会副議長、東京農工銀行監査役などを務めた。

## 国政選挙歴
- 第1回衆議院議員総選挙（福井県第3区、1890年7月、自由党）次点落選[10]
- 第2回衆議院議員総選挙（東京府第3区、1892年2月、自由党）落選[11]
- 第3回衆議院議員総選挙（東京府第3区、1894年3月、自由党）次点落選[11]
- 第4回衆議院議員総選挙（東京府第3区、1894年9月、自由党）当選[4]
- 第5回衆議院議員総選挙（東京府第3区、1898年3月、自由党）次点落選[4]